# High Anxiety (album)
High Anxiety è un album in studio del gruppo musicale nordirlandese Therapy?, pubblicato nel 2003.

## Tracce
1. Hey Satan – You Rock – 3:08
2. Who Knows – 2:50
3. Stand in Line – 3:21
4. Nobody Here But Us – 3:28
5. Watch You Go – 2:14
6. If It Kills Me – 3:40
7. Not in Any Name – 3:23
8. My Voodoo Doll – 2:16
9. Limbo – 3:00
10. Last Blast – 3:24
11. Rust (+ Never Ending - hidden track) – 9:50

## Formazione
- Andy Cairns – voce, chitarra
- Neil Cooper – batteria
- Michael McKeegan – basso
- Martin McCarrick – chitarra, violoncello